# Empty Garden (Hey Hey Johnny)
Singles de Elton John
Blue Eyes
(1982) Princess
(1982)
Empty Garden (Hey Hey Johnny) est une chanson composée et interprétée par Elton John, dont les paroles sont écrites par Bernie Taupin. Paru sur l'album Jump Up!, en 1982, le titre est un hommage à son ami John Lennon, assassiné le 8 décembre 1980, à New York, avec qui il avait collaboré à plusieurs reprises.
Empty Garden sort en single le 12 mars 1982 et rencontre un succès en Amérique du Nord, où il figure dans les meilleures places du classements des meilleures ventes de singles, mais passe inaperçu au Royaume-Uni. En raison des souvenirs douloureux qu'apporte ce titre, Elton John ne l’interprétera que très rarement sur scène.

## Contexte
Dans les années 1970, Elton John et John Lennon étaient de bons amis. En 1974, Lennon  participa aux chœurs et à la guitare dans la version de John d'un classique des Beatles, Lucy in the Sky with Diamonds, sous le pseudonyme de Dr. Winston O'Boogie. 

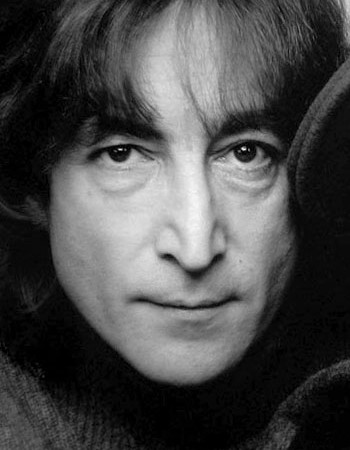
Portrait de John Lennon, photographié par Jack Mitchell en 1980.

Cette version, paru en single, rencontre un succès commercial, en se classant en tête du Billboard Hot 100. Lennon a également la face B du single, One Day At A Time. La même année, John collabora sur le titre de Lennon, Whatever Gets You Thru the Night, paru sur l'album Walls and Bridges. Au moment du choix du single accompagnant Walls and Bridges, qui s'est finalement porté Whatever Gets You Thru the Night par les dirigeants du label de Lennon, qui peu convaincu, car pour lui, il s'agit une chanson aussi basique et chantée par un duo masculin n'a aucune chance. Pris au jeu, Elton John lui fait tenir un pari : si le single atteint la tête des charts, Lennon montera sur scène avec lui. Bien que ses apparitions scéniques soient très rares, Lennon accepte, convaincu que le disque n'a aucune chance.
Toutefois, la chanson se classe en première position du Billboard Hot 100, obligeant   Lennon à accepter de monter sur scène avec son ami le jour de Thanksgiving, pour le dernier concert de sa tournée, au Madison Square Garden,. Dans une ambiance survoltée devant un public qui attendait cette prestation avec impatience, c'est un Lennon timide qui rejoint finalement Elton John pour interpréter, outre leur tube commun, Lucy in the Sky with Diamonds et I Saw Her Standing There. En 1975, lorsque naît Sean, le fils de Lennon, Elton John est le parrain du garçon.
Après la mort de Lennon, Elton John craint qu'une chanson hommage tardif serait « maladroit », jusqu'à ce qu'il découvre les paroles écrites par Bernie Taupin. Elle est titrée Empty Garden, en référence au concert au Madison Square Garden. Il a été dit que la ligne de texte « Can't you come out to play? » (littéralement « Vous ne pouvez pas sortir pour jouer? ») est une référence à Dear Prudence.
En 1985, Elton John écrit et enregistre un autre titre, cette fois-ci instrumental, intitulé The Man Who Never Die, paru en face B du single Nikita et intégré comme bonus de l'album Ice on Fire.

## Accueil
Sorti en single le 12 mars 1982, Empty Garden parvient à rencontrer un succès dans les charts canadiens RPM, se hissant jusqu'à la 8e place des 50 meilleures ventes de singles le 29 mai 1982. Il est également classé en 8e position du RPM Adult Contemporary le 12 juin 1982. Aux États-Unis, le single se classe à la 13e place du Billboard Hot 100. En revanche, il connaît un succès mineur au Royaume-Uni, avec une modeste 51e place au UK Singles Chart.

## Performances en concert
Elton John a effectué très rarement des versions live d'Empty Garden, car elle apporte beaucoup de souvenirs douloureux de la mort de Lennon. Les performances notables de la chanson sur scène inclut une au Madison Square Garden. La veuve de Lennon, Yoko Ono, se trouve avec son fils, Sean, dans le public. Il l'a interprété lors de sa première apparition au Saturday Night Live, lors de l'épisode avec Johnny Cash comme invité vedette, le 17 avril 1982.
En avril 2013, John a ajouté la chanson à la setlist de The Million Dollar Piano, son spectacle au Colosseum du Caesars Palace.

## Classements
| Classement (1982)                       | Meilleure position |
| --------------------------------------- | ------------------ |
| Canada (RPM Top Singles)                | 8                  |
| Canada (RPM Adult Contemporary)         | 8                  |
| Canada (RPM Top 100 Singles)            | 68                 |
| Irlande (Irish Singles Chart)           | 29                 |
| Nouvelle-Zélande (RMNZ)                 | 14                 |
| États-Unis (Billboard Hot 100)          | 13                 |
| États-Unis (Adult Contemporary Singles) | 18                 |
| États-Unis (US CashBox)                 | 78                 |
| Royaume-Uni (UK Singles Chart)          | 51                 |
| Pologne (Polish Charts)                 | 14                 |
| Brésil (Brazil Charts)                  | 39                 |

| Classement (1982)     | Meilleure place |
| --------------------- | --------------- |
| Canada (RPM)          | 68              |
| États-Unis (Hot 100)  | 76              |
| États-Unis (Cash Box) | 78              |

## Personnel

### Les musiciens
- Elton John – Piano électrique Yamaha CP-70, clavecin, chant
- Bernie Taupin – lyrics
- Richie Zito – guitare acoustique
- Dee Murray – basses
- James Newton-Howard – synthétiseurs
- Jeff Porcaro – batterie